# Alida Sammers
Alida Sammers, född 1647, död efter 1678, var en nederländsk skådespelare. 
Hon var engagerad vid nationalteatern Schouwburg i Amsterdam från 1668 till 1678. Hon var syster till kollegan Jacob Sammers, och de var en tid nationalteaterns ledande och högst betalda skådespelare. Hon blev 1669 indragen i en skandal, då hon hade gift sig med kollegan Floris Groen, som avslöjades som bigamist. 